# Anna Pietrzak
Anna Małgorzata Pietrzak, coniugata Bekasiewicz (Zabrze, 5 novembre 1987), è un'ex cestista polacca.

## Carriera
Con la Polonia ha disputato i Campionati europei del 2011.